# Severus Plesneală

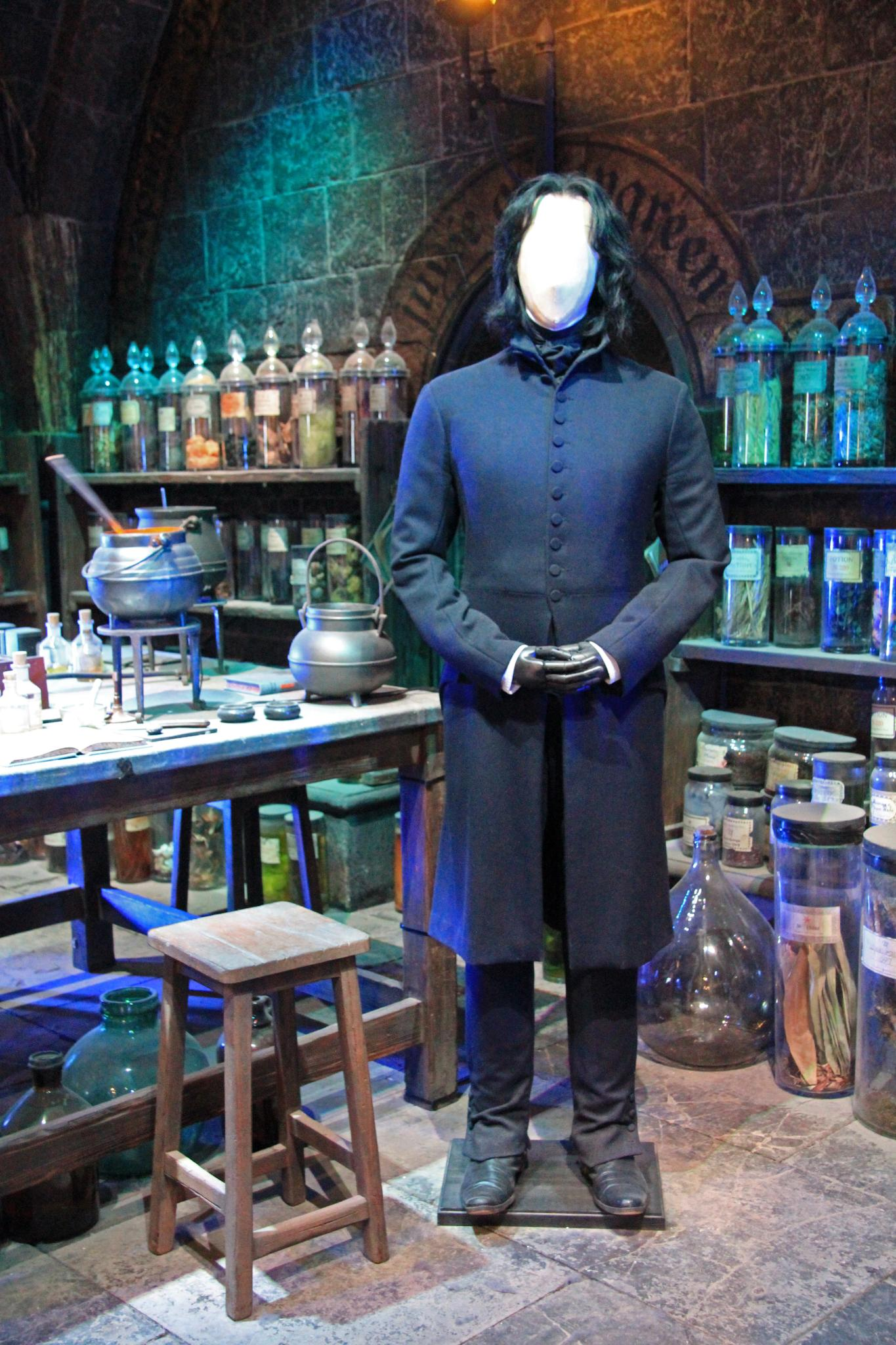

Severus Snape (în traducerile românești numit Severus Plesneală) este unul dintre cele mai importante personaje din seria de cărți Harry Potter, scrisă de J. K. Rowling. În prima carte, Harry Potter și Piatra Filozofală, este prezentat pentru prima dată, în postura de profesor. Pe parcursul întregii serii, autoarea lasă să se întrevadă faptul că Severus lucrează atât pentru Voldemort (Cap-de-Mort), cât și pentru Dumbledore, adevărata sa loialitate fiind elucidată abia în ultimul volum.
Motivul pentru care Plesneală a încetat să fie un Devorator al Morții este chiar mama lui Harry, Lilly Potter. Cei doi se cunoșteau de când erau mici, pentru că locuiau în apropiere unul de celălalt. Snape ( sau in română Plesneală ) a fost primul care i-a zis lui Lilly că este o vrăjitoare, iar de atunci cei doi s-au împrietenit. Snape s-a îndrăgostit de ea, dar ea l-a respins deoarece nu-i plăceau prietenii săi, "viitorii Devoratori". După terminarea școlii, cei doi nu s-au mai văzut. El a devenit un Devorator, iar ea s-a căsătorit cu James Potter, tatăl lui Harry Potter. Plesneală a continuat însă să o iubească pe Lilly pe durata întregii sale vieți, drept dovadă stând și forma Patronusului acestuia, el fiind același ca al lui Lilly, și anume: o căprioară.
Când Lordul Cap-de-Mort ( în engleză lord Voldemort) a auzit de Profeție, în legătură cu care însuși Plesneală l-a informat, a presupus că băiatul la care aceasta se referea și care, prin urmare, va fi singurul care ar avea șansa de a-l învinge, era Harry Potter, care trebuia, prin urmare, omorât, alături de familia sa, deci și de Lilly. Dându-și seama că femeia iubită ar fi putut muri din cauza informațiilor pe care chiar el le-a furnizat Lordului Cap-de-Mort și realizând că acesta din urmă nu și-ar schimba planul de a ucide toți membrii familiei Potter Plesneală a apelat la ajutorul lui Albus Dumbledore, unul dintre cei mai mari vrăjitorii ai vremii, și singurul de care Lordului Cap-de-Mort i-a fost vreodată frică. Întrebat fiind ce ar face în schimbul unei oarecare protecții acordate familiei Potter împotriva posibilității de a fi găsită de către Lordul Întunecat, Plesneală a răspuns, zicând "Orice".  De atunci, Snape a jucat rolul de "agent dublu", furnizându-i lui Dumbledore și Ordinului Phoenix informații vitale despre activitatea Lordului Cap-de-Mort și a Devoratorilor Morții.
Deși o iubea pe Lilly, întotdeauna l-a urât pe James Potter. Cei doi nu s-au înțeles niciodată, în timpul școlii duelându-se sau jucându-și feste. Plesneală nu l-a uitat niciodată pe James, cu atât mai mult cu cât James s-a căsătorit cu Lilly, așa că pe Harry "Nu numai că nu-l plăcea, îl ura, chiar!", acest lucru datorându-se faptului că Plesneală identifica anumite caracteristici pe care le urâse în soțul femeii pe care a iubit-o în Harry Potter.
În ultima carte, în timpul bătăliei de la Hogwarts, Lordul Cap-de-Mort îl omoară pe Severus Plesneală deoarece el credea că Bagheta de Soc îi aparținea, de drept, lui, singurul mod prin care putea să o controleze pe deplin fiind uciderea ultimului stăpân. După plecarea Lordului Întunecat de la scena crimei, Harry Potter, care asistase la întreaga scenă, se apropie de muribund și este rugat să îi colecteze niște lacrimi într-o eprubetă. Harry își dă seama de faptul că acestea conțineau amintiri și le toarnă într-un Pensiv (bol mare, de piatră) și, apoi, cufundându-și capul, trece prin toate amintirile importante ale lui Severus Plesneală, aflând, de fapt, motivul pentru care l-a omorât pe Albus Dumbledore: aceasta fusese rugămintea directorului însuși.
Pe plan profesional, Plesneală și-a dorit întotdeauna să ocupe postul de profesor de Apărare contra Magiei Negre, circumstanțele nepermițând însă ca acest lucru să devină realitate până în "Harry Potter și Prințul Semipur". Plesneală ocupă, în schimb, pentru tot acest timp, postul de profesor de Poțiuni.
1. ↑   https://antifandom.com/harrypotter/wiki/Severus_Snape Lipsește sau este vid: |title= (ajutor)